# Véronique Vendell
Véronique Vendell născută Claude Marie Rose Duraffourd (n. 21 iulie 1942, Montpellier, Franța)  este o actriță franceză. Printre cele mai cunoscute filme ale sale se numără Becket (1964), O cunoșteam bine (1965), Barbarella (1968) și nu în ultimul rând Noaptea generalilor (1967).

## Biografie
După ce a luat lecții de actorie și balet, a primit câteva roluri mici în producții de film francez, inițial fără creditare. Vendell a jucat în filme tipice europene cu crime, spionaj și aventuri din anii 1960, unde a avut în mare parte apariții scurte ca o seducătoare atrăgătoare pentru a-l captiva pe unul dintre actorii principali. Deja ilustrată frecvent în reviste, a apărut și în ediția americană Playboy din februarie 1964.
Supranumită „noua Bardot”, ca actriță de teatru, a căutat să scape de această definiție. A jucat la Paris la Théâtre Marie Bell, în regia lui Luchino Visconti. Cel mai recent a jucat în filme ale soțului ei, producătorul german Wolf C. Hartwig, inclusiv două filme de reportaj. După un rol în filmul Sergent Steiner - Crucea de Fier, partea a 2a, Véronique Vendell s-a retras în viața privată.

## Filmografie selectivă
- 1961 Les Amours célèbres, regia Michel Boisrond (sketch-ul Les Comédiennes)
- 1961 Les Menteurs, regia Edmond T. Gréville
- 1962 Poker col diavolo (Rencontres), regia Philippe Agostini
- 1964 I 4 volti della vendetta (Victime Five) regia Robert Lynn
- 1964 Becket (Becket), regia Peter Glenville
- 1965 O cunoșteam bine (Io la conoscevo bene), regia Antonio Pietrangeli
- 1965 Umbrela de plajă (L'ombrellone), regia Dino Risi
- 1966 Martin soldat (Martin soldat), regia Michel Deville
- 1968 Barbarella, regia Roger Vadim
- 1967 Vrăjitoarele (Le streghe), episodul La strega bruciata viva, regia Luchino Visconti
- 1967 Noaptea generalilor (The Night of the Generals), regia Anatole Litvak
- 1968 Mayerling, regia Terence Young
- 1968 Le dolcezze del peccato (Der turm der verbotenen liebe), regia Franz Antel
- 1969 Vedo nudo, regia Dino Risi
- 1969 Il clan di Hong Kong (Die jungen Tiger von Hongkong), regia Ernst Hofbauer
- 1969 Il commissario Pepe, regia Ettore Scola
- 1970 Per grazia ricevuta, regia Nino Manfredi
- 1970 Aiuto! mi ama una vergine (Hilfe, mich liebt eine Jungfrau), regia Arthur Maria Rabenalt
- 1970 Le avventure di Gerard (The Adventures of Gerard), regia Jerzy Skolimowski
- 1970 La signora ha dormito nuda con il suo assassino (Ich schlafe mit menem morder), regia Wolfgang Becker
- 1971 La supertestimone, regia Franco Giraldi
- 1972 Storia di cinque Lolite (Die junge ausreisserinnen), regia Walter Boss
- 1972 Il re della mala (Zinksärge für die Goldjungen), regia Jurgen Roland
- 1977 Crucea de Fier (Cross of Iron), regia Sam Peckinpah
- 1979 Sergent Steiner - Crucea de Fier, partea a 2a (Breakthrough), regia Andrew V. McLaglen